# Oskuld (film)
Oskuld är en svensk film från 2009 i regi av Björn Kanger. I rollerna ses bland andra Anders Tolergård, Charlotta Jonsson och Taan Khreibi.

## Om filmen
Inspelningen ägde rum i Malmö 2005 efter ett manus av Kanger och med Cecilia och Björn Kanger som producenter. Björn Kanger var även fotograf och klippare och filmmusiken komponerades av Markus Jägerstedt. Filmen premiärvisades 27 november 2009 på biograf Spegeln i Malmö.

## Handling
John och Ninja blir ett par under annorlunda omständigheter. Ninja blickar framåt medan John är nöjd med livet som det är. Så händer det som inte får hända och hela deras tillvaro förändras.

## Rollista (urval)
- Anders Tolergård – John
- Charlotta Jonsson	– Ninja
- Taan Khreibi – Erik
- Johanna Rane – Anna
- Per Ullberg – våldtäktsman 1
- Andreas Andersson – våldtäktsman 2
- Richard Scheffer – förman
- Per Lundström	– granne
- Johanna Hållö	– kusin Lisa
- Rickard J. Castefjord	– hårdkontaktsman